# 九州旅客鉄道労働組合
九州旅客鉄道労働組合（きゅうしゅうりょかくてつどうろうどうくみあい、略称：JR九州労組（ジェイアールきゅうしゅうろうそ）、英語: Kyushu Passenger Railway Workers Union.）は、九州旅客鉄道（JR九州）の労働組合。
組合員数は2023年4月現在で5,532名。日本労働組合総連合会（連合）に所属している連合組織である日本鉄道労働組合連合会（JR連合）に加盟している。